# Tethya fissurata
Tethya fissurata är en svampdjursart som beskrevs av Lendenfeld 1888. Tethya fissurata ingår i släktet Tethya och familjen Tethyidae.
Artens utbredningsområde är havet kring Australien. Inga underarter finns listade i Catalogue of Life.